# Longirod
Longirod je obec na jihozápadě Švýcarska v okrese Nyon v kantonu Vaud. Žije zde 478 obyvatel.

## Geografie

Letecký pohled (1964)

Longirod leží v nadmořské výšce 899 m, vzdušnou čarou 13 km severně od okresního města Nyon. Kompaktní vesnice se nachází na mírném jižním svahu na jižním úbočí pohoří Jura, v panoramatické poloze asi 500 metrů nad hladinou Ženevského jezera.
Území obce o rozloze 9,5 km² pokrývá část jižního svahu Jury a Vaudského Jury. Území obce se rozkládá od jihovýchodu obce přes kopec Terrez (894 m n. m.) až do nížiny údolí Prévondavaux. Toto údolí je pozůstatkem poslední doby ledové a kdysi bylo korytem tající vody na okraji Rhonského ledovce. Na severozápadě obec zasahuje do antiklinály masivu Mont-Tendre, které je v oblasti Longirod hustě zalesněné a nemá téměř žádné mýtiny. Nejvyšším bodem obce je vrch Crêt de la Neuve ve výšce 1495 metrů nad mořem. Jeskyně Gouffre de Longirod se nachází poblíž Pré de Rolle na hřebeni Jury. Obec leží na rozvodí: východní část odvádí vodu do Aubonne přes Saubrette, zatímco Serine odvádí vodu ze západní části do Promenthouse. V roce 1997 byla 3 % území obce pokryta zastavěnou plochou, 56 % lesy a lesními porosty, 40 % zemědělstvím a o něco méně než 1 % neproduktivní půdou.
Longirod zahrnuje několik samostatných zemědělských podniků. Sousedními obcemi jsou Saint-George, Gimel, Saint-Oyens, Burtigny, Marchissy a Le Chenit.

## Historie
Kámen s pohárem nalezený v lese Outard východně od Longirodu svědčí o osídlení území obce již v neolitu. První zmínka o obci se objevuje v listině z roku 1267 pod názvem Longirot, později se objevuje i zápis Longiro (poprvé v roce 1391). Ve 13. století připadl Longirod jako léno pánům z Aubonne.
Od dobytí Vaudu Bernem v roce 1536 sdílel Longirod osudy Aubonne a v roce 1701 se stal součástí panství Aubonne. V roce 1788 padla řada domů za oběť požáru. Po pádu Staré konfederace patřila obec v letech 1798–1803 v období helvétského soustátí ke kantonu Léman, který byl poté po vstupu v platnost Ústavy o zprostředkování sloučen s kantonem Vaud. Roku 1798 byla přičleněna k okresu Aubonne.

## Obyvatelstvo
| Rok            | 1850 | 1900 | 1910 | 1930 | 1950 | 1960 | 1970 | 1980 | 1990 | 2000 |
| Počet obyvatel | 335  | 309  | 277  | 246  | 231  | 203  | 200  | 215  | 320  | 344  |

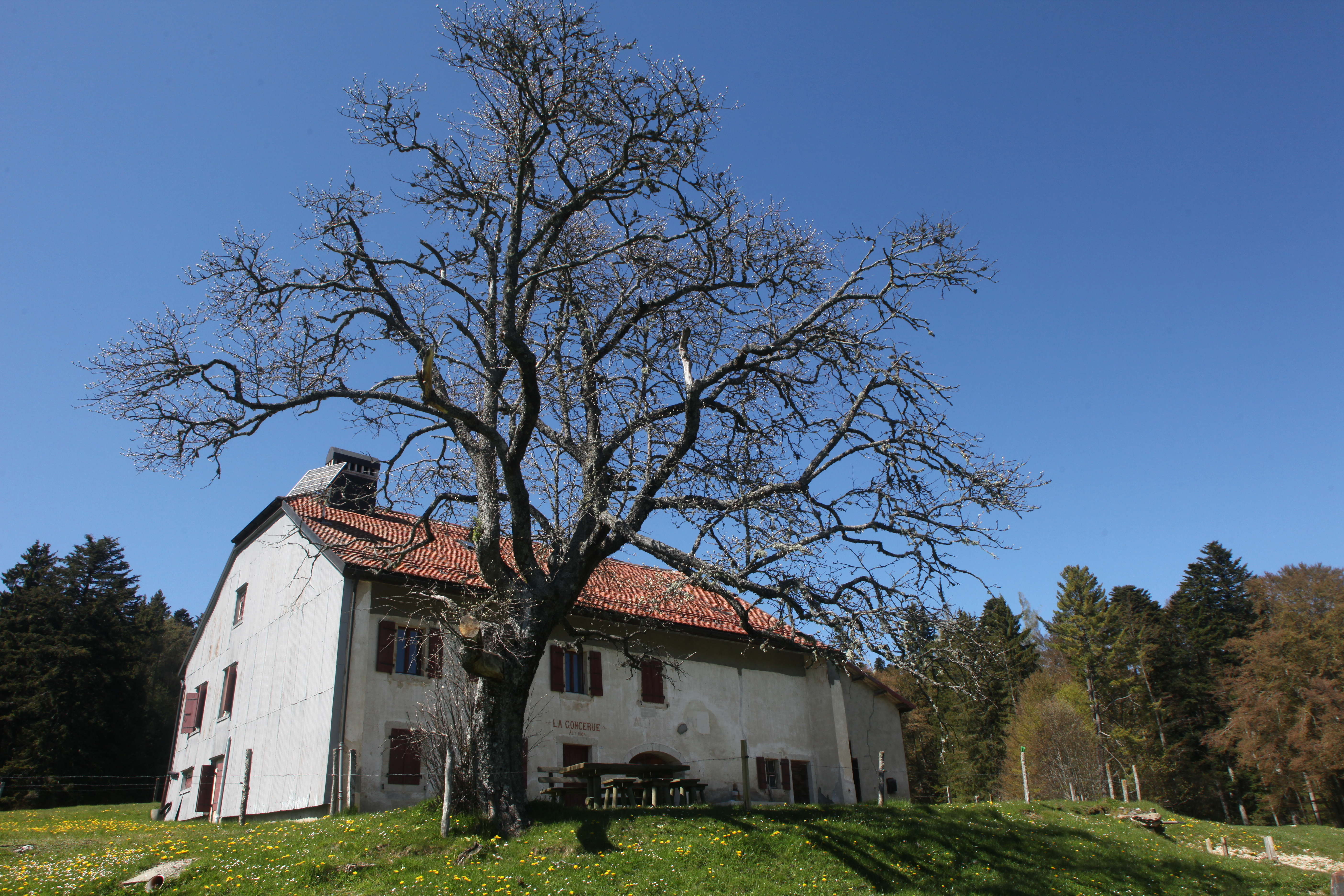
Tradiční architektura v obci

Z celkového počtu obyvatel je 83,4 % francouzsky mluvících, 8,7 % německy mluvících a 4,7 % anglicky mluvících (stav v roce 2000). V roce 1900 žilo v Longirodu celkem 309 obyvatel. Poté, co do roku 1970 počet obyvatel klesl na 200, došlo od té doby k výraznému nárůstu počtu obyvatel.

## Hospodářství
Až do druhé poloviny 20. století byl Longirod vesnicí, v níž převažovalo zemědělství. Zemědělství hraje i dnes důležitou roli jako zdroj obživy obyvatel, přičemž chov dobytka (zejména dojnic) převažují nad zemědělstvím. Další pracovní příležitosti jsou k dispozici v místních malých podnicích a v sektoru služeb. V posledních desetiletích se obec díky své atraktivní poloze rozvinula v rezidenční obec. V důsledku toho mnoho pracujících dojíždí za prací do větších měst podél Ženevského jezera.

## Doprava
Obec leží na kantonální silnici vedoucí z Glandu přes Saint-George a průsmyk Col du Marchairuz do údolí Vallée de Joux. Longirod je napojen na síť veřejné dopravy prostřednictvím linky Postbusu z Nyonu do Gimelu.